# Hélio Langsch Keller
Hélio Langsch Keller (Rio de Janeiro, 16 de março de 1924 - Rio de Janeiro, 6 de dezembro de 1991) foi um militar brasileiro. Durante a Segunda Guerra Mundial, realizou 95 missões de combate na Campanha na Itália pela Força Aérea Brasileira, pilotando caças P-47 Thunderbolt como integrante do 1º Grupo de Aviação de Caça. Ao regressar ao Brasil, continuou a carreira militar. Comandou o 4º Destacamento da FAB no Ex-Congo Belga em missão de paz da ONU onde teve atuação destacada.

## Condecorações

### Brasil
- Ordem do Mérito Aeronáutico
- Medalha da Campanha da Itália
- Medalha da Campanha do Atlântico Sul

### EUA
- Citação Presidencial de Unidade - coletiva